# Margaromma torquatum
Margaromma torquatum là một loài nhện trong họ Salticidae.
Loài này thuộc chi Margaromma. Margaromma torquatum được Eugène Simon miêu tả năm 1902.